# مفتاح وظيفة
مفتاح وظيفة (بالإنجليزية: Function key)‏ هو أحد المفاتيح الموجودة على لوحة مفاتيح الكمبيوتر. يمكن برمجتها لكي تؤدي إجراءات معينة في برنامج إلكتروني. وهي تتكون من 12 زر في لوحة المفاتيح العادية ودائما تكون lمتسلسلة بحرف اف (F).

موقع أزرار في لوحة المفاتيح

## وظائف عامة وظائف أزرار
| الزر | الوظيفة                                                                                    |
| ---- | ------------------------------------------------------------------------------------------ |
| F1   | وظيفة هذا الزر في لوحة المفاتيح هي فتح ملف المساعدة                                        |
| F2   | وظيفة هذا الزر في لوحة المفاتيح هي تغيير اسم أي ملف                                        |
| F3   | وظيفة هذا الزر في لوحة المفاتيح هي إظهار لوحة البحث عن الملفات                             |
| F4   | وظيفة هذا الزر مع زر (Alt) هو إغلاق التطبيق المفتوح ومع (Ctrl) هو إغلاق جزء من البرنامج    |
| F5   | لهذا الزر وظائف متعددة منها تحديث الصفحة (Refresh) أو بدء عرض ملف (Power Point)            |
| F6   | وظيفة هذا الزر هي التنقل بالمؤشر إلى مربع العنوان (Address Bar)                            |
| F7   | وظيفة هذا الزر هي التدقيق الإملائي في معظم البرامج المكتبية                                |
| F8   | وظيفة هذا الزر عند بداية تحميل نظام تشغيل (مايكروسوفت ويندوز) هو الدخول مثلا ل (Safe Mode) |
| F9   |                                                                                            |
| F10  | وظيفة هذا الزر هو تفعيل القوائم لاستخدام الاختصارات لتشغيلها                               |
| F11  | وظيفة هذا الزر هي الانتقال لعرض ملء الشاشة (Full screen)                                   |
| F12  | وظيفة هذا الزر هي عمل حفظ لأي ملف باسم أو مكان جديد (Save As)                              |